# Arcidiocesi di Madrid

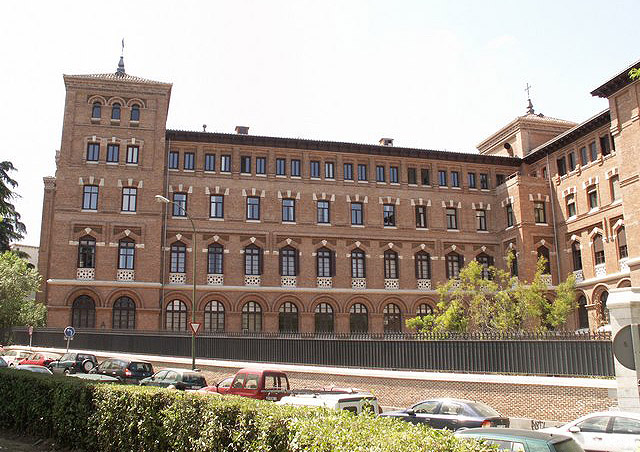
Il seminario arcivescovile di Madrid.

L'arcidiocesi di Madrid (in latino Archidioecesis Matritensis) è una sede metropolitana della Chiesa cattolica in Spagna. Nel 2021 contava 3.384.200 battezzati su 4.282.000 abitanti. È retta dall'arcivescovo cardinale José Cobo Cano.

## Territorio
L'arcidiocesi comprende 77 comuni nella parte settentrionale della comunità autonoma di Madrid.
Sede arcivescovile è la città di Madrid, dove si trovano la cattedrale di Santa Maria dell'Almudena (Santa María La Real de La Almudena) e la basilica Collegiata di Sant'Isidoro, già pro-cattedrale. Sempre a Madrid si trovano inoltre le basiliche di Nostro Padre Gesù di Medinaceli, di San Vincenzo de Paoli, di San Michele, di Nostra Signora di Atocha e di San Francesco el Grande. All'Escorial vi è la basilica di San Lorenzo, a Colmenar Viejo la basilica dell'Assunzione di Maria Vergine e alla Valle de los Caídos la basilica della Santa Croce.
Il territorio è suddiviso in 476 parrocchie, raggruppate in 8 vicariati.

### Provincia ecclesiastica
La provincia ecclesiastica di Madrid, istituita nel 1991, comprende le seguenti suffraganee:
- la diocesi di Alcalá de Henares
- la diocesi di Getafe.

## Storia
La diocesi di Madrid e Alcalá de Henares fu eretta il 7 marzo 1885 con la bolla Romani pontifices praedecessores di papa Leone XIII, ricavandone il territorio dall'arcidiocesi di Toledo, di cui fu resa suffraganea. Da più di tre secoli Madrid era capitale della Spagna, ma l'opposizione degli arcivescovi di Toledo, primati di Spagna, timorosi di perdere la loro influenza sulla Corte, ostacolò costantemente l'erezione della diocesi.
Nello stesso anno 1885 fu istituito il seminario diocesano, dedicato a san Bonaventura.
Il 25 marzo 1964 la diocesi è stata elevata al rango di arcidiocesi immediatamente soggetta alla Santa Sede con la bolla Romanorum Pontificum di papa Paolo VI e ha assunto il nome di arcidiocesi di Madrid.
Il 1º giugno 1977, con la lettera apostolica Progredientibus aetatibus, papa Paolo VI ha confermato la Beata Maria Vergine Immacolata, con il titolo di Santa María La Real de La Almudena, patrona principale dell'arcidiocesi.
Il 23 luglio 1991 l'arcidiocesi ha ceduto porzioni del suo territorio a vantaggio dell'erezione delle diocesi di Alcalá de Henares e di Getafe e contestualmente ha acquisito il rango di arcidiocesi metropolitana con la bolla Cum Venerabilis Frater di papa Giovanni Paolo II.
Il 25 giugno 1993 lo stesso papa Giovanni Paolo II ha consacrato la cattedrale di Madrid, la cui prima pietra era stata posata il 4 aprile 1883 da re Alfonso XII.
Dal 16 al 21 agosto 2011 Madrid ha ospitato la XXVI Giornata Mondiale della Gioventù, alla presenza di papa Benedetto XVI.

## Cronotassi dei vescovi
Si omettono i periodi di sede vacante non superiori ai 2 anni o non storicamente accertati.
- Narciso Martínez Izquierdo † (27 marzo 1884 - 19 aprile 1886 deceduto)
- Beato Ciriaco María Sancha y Hervás † (10 giugno 1886 - 6 ottobre 1892 nominato arcivescovo di Valencia)
- José María Cos y Macho † (11 giugno 1892 - 18 aprile 1901 nominato arcivescovo di Valladolid)
- Victoriano Guisasola y Menéndez † (16 dicembre 1901 - 14 dicembre 1905 nominato arcivescovo di Valencia)
- José Maria Salvador y Barrera † (14 dicembre 1905 - 14 dicembre 1916 nominato arcivescovo di Valencia)
- Prudencio Melo y Alcalde † (4 dicembre 1916 - 14 dicembre 1922 nominato arcivescovo di Valencia)
- Leopoldo Eijo y Garay † (14 dicembre 1922 - 31 luglio 1963 deceduto)[8]
- Casimiro Morcillo González † (27 marzo 1964 - 30 maggio 1971 deceduto)
- Vicente Enrique y Tarancón † (3 dicembre 1971 - 12 aprile 1983 ritirato)[9]
- Ángel Suquía Goicoechea † (12 aprile 1983 - 28 luglio 1994 ritirato)
- Antonio María Rouco Varela (28 luglio 1994 - 28 agosto 2014 ritirato)
- Carlos Osoro Sierra (28 agosto 2014 - 12 giugno 2023 ritirato)
- José Cobo Cano, dal 12 giugno 2023

## Statistiche
L'arcidiocesi nel 2021 su una popolazione di 4.282.000 persone contava 3.384.200 battezzati, corrispondenti all'80,0% del totale.
| anno | popolazione | popolazione | popolazione | presbiteri | presbiteri | presbiteri | presbiteri                | diaconi | religiosi | religiosi | parrocchie |
| anno | battezzati  | totale      | %           | numero     | secolari   | regolari   | battezzati per presbitero | diaconi | uomini    | donne     | parrocchie |
| ---- | ----------- | ----------- | ----------- | ---------- | ---------- | ---------- | ------------------------- | ------- | --------- | --------- | ---------- |
| 1950 | 1.901.503   | 1.909.003   | 99,6        | 1.688      | 936        | 752        | 1.126                     |         | 1.673     | 6.635     | 281        |
| 1970 | 3.673.424   | 3.682.874   | 99,7        | 3.278      | 1.500      | 1.778      | 1.120                     |         | 3.501     | 12.365    | 559        |
| 1980 | 4.320.000   | 4.936.000   | 87,5        | 3.415      | 1.915      | 1.500      | 1.265                     | 1       | 2.968     | 9.650     | 638        |
| 1990 | 4.108.268   | 4.964.486   | 82,8        | 3.139      | 1.664      | 1.475      | 1.308                     | 5       | 2.705     | 10.866    | 636        |
| 1999 | 3.110.000   | 3.450.000   | 90,1        | 3.329      | 1.430      | 1.899      | 934                       | 12      | 3.295     | 7.939     | 463        |
| 2000 | 3.110.000   | 3.456.406   | 90,0        | 3.320      | 1.431      | 1.889      | 936                       | 16      | 3.241     | 7.845     | 469        |
| 2001 | 3.155.840   | 3.507.658   | 90,0        | 3.255      | 1.390      | 1.865      | 969                       | 14      | 3.237     | 7.765     | 474        |
| 2002 | 3.235.000   | 3.595.000   | 90,0        | 3.263      | 1.390      | 1.873      | 991                       | 10      | 3.192     | 7.735     | 474        |
| 2003 | 3.345.000   | 3.716.000   | 90,0        | 3.283      | 1.417      | 1.866      | 1.018                     | 11      | 3.190     | 7.719     | 481        |
| 2004 | 3.359.000   | 3.746.000   | 89,7        | 3.259      | 1.408      | 1.851      | 1.030                     | 15      | 3.143     | 7.673     | 476        |
| 2013 | 3.615.000   | 4.178.000   | 86,5        | 3.151      | 1.403      | 1.748      | 1.147                     | 29      | 2.553     | 7.060     | 478        |
| 2016 | 3.511.000   | 4.040.000   | 86,9        | 3.066      | 1.390      | 1.676      | 1.145                     | 36      | 2.218     | 6.648     | 481        |
| 2019 | 3.316.800   | 4.146.225   | 80,0        | 2.605      | 1.200      | 1.405      | 1.273                     | 31      | 1.938     | 5.250     | 476        |
| 2021 | 3.384.200   | 4.282.000   | 79,0        | 2.549      | 1.123      | 1.426      | 1.327                     | 33      | 2.021     | 5.185     | 476        |